# Insuffisance vélopharyngée
Pour les articles homonymes, voir IVP.
L'insuffisance vélopharyngée (IVP) est un dysfonctionnement d'un mécanisme vélopharyngé.
Le mécanisme vélopharyngé est chargé de diriger la transmission de l'énergie acoustique et la pression de l'air à la fois dans la cavité buccale et la cavité nasale. Lorsque ce mécanisme est altéré d'une certaine façon, la vanne ne ferme pas complètement, et une condition appelée insuffisance vélo-pharyngée peut se développer. L'IVP peut être soit congénitale ou acquise plus tard dans la vie.

## Terminologie
Divers termes peuvent être utilisés pour décrire ce phénomène, en plus de l'insuffisance vélo-pharyngée. Ces termes et définitions sont les suivantes :
- insuffisance vélopharyngée : L'incapacité du sphincter vélo-pharyngé à séparer suffisamment la cavité nasale de la cavité buccale pendant le discours ;
- incompétence vélopharyngée : Quand le palais mou et les parois latérales/postérieures ne parviennent pas à séparer la cavité buccale de la cavité nasale pendant le discours.

Bien que les définitions sont similaires, les étiologies en corrélation avec chaque terme diffèrent légèrement, mais dans le domaine des professionnels de la santé, ces termes sont généralement utilisés de façon interchangeable. L'insuffisance vélo-pharyngée est le terme générique le plus souvent utilisé pour décrire la fonctionnalité de la valve vélopharyngée.

## Rapport avec la fente palatine
Une fente palatine est une des causes les plus courantes de l'IVP. La fente palatine est une anomalie anatomique qui se produit in utero et qui est présente à la naissance. Cette malformation peut affecter la lèvre, la lèvre et le palais ou le palais seulement. Une fente palatine peut affecter la mobilité de la valve vélopharyngée, entraînant ainsi l'IVP. Les types les plus fréquents de fente palatine sont les fentes manifestes, sous-muqueuses et sous-muqueuses occultes.

## Causes
La fente palatine est la cause la plus fréquente d'IVP. 
D'autres étiologies importantes existent : 
- Causes anatomiques et/ou iatrogènes (notamment post-amygdalectomie)
- Causes fonctionnelles
- Causes neurologiques.

## Traitement
Une méthode courante pour traiter l'insuffisance vélopharyngée est la chirurgie corrective, où le tissu à l'arrière de la bouche est utilisé pour fermer une partie de l'écart. Une autre façon de traiter l'insuffisance vélo-pharyngée est de placer un implant de la paroi du nasopharynx (communément du cartilage ou du collagène) ou bien une procédure de prolongement du palais mou. Une prise en charge orthophonique pourra également être proposée pour rééduquer le voile du palais.